# Stylopoma frater
Stylopoma frater är en mossdjursart som beskrevs av Tilbrook 200. Stylopoma frater ingår i släktet Stylopoma och familjen Schizoporellidae. Inga underarter finns listade i Catalogue of Life.